# Karin Harms
Karin Harms (* 8. Juli 1966 in Sande) ist eine deutsche Kommunalpolitikerin (parteilos) und seit dem 1. November 2021 Landrätin des Landkreises Ammerland.

## Ausbildung und Beruf
Harms wuchs in Sande auf. Nach ihrem Abitur am Mariengymnasium in Jever nahm sie beim Landkreis Friesland ein Studium auf, das sie 1989 mit dem Abschluss als Diplom-Verwaltungswirtin abschloss. Ihre berufliche Laufbahn begann sie im IT-Bereich bei Unternehmen in Oldenburg und München.
Von März 1994 bis Juli 2009 war sie an der Fachhochschule Wilhelmshaven tätig. Danach wechselte sie zum Bezirksverband Oldenburg, wo sie als stellvertretende Verbandsgeschäftsführerin arbeitete.

## Politische Laufbahn
Bei der Landratswahl 2021 wurde Harms im ersten Wahlgang mit 50,6 % der Stimmen gegen Jens Nacke (CDU) und Dirk Hooymann (Die Linke) zur Landrätin gewählt. Sie trat die Nachfolge von Jörg Bensberg (parteilos) an. Bei der Landratswahl 2026 kandidiert sie nicht erneut für das Amt.